# 晦暗天际
《晦暗天际》（羅馬化：Fah Phayap）是一部由Media Studio制作，霍萨维·帕拉蓬皮善、坦雅薇·淳哈萨瓦迪功、查纳鹏·萨塔亚领衔主演的泰国奇幻动作爱情剧。此剧改编自楚翁·查雅金达同名泰语小说，2025年2月24日起通过泰国第7电视台播出。

## 演员阵容
- 霍萨维·帕拉蓬皮善
- 坦雅薇·淳哈萨瓦迪功
- 查纳鹏·萨塔亚
- 阿妮莎·努格拉哈
- 帕塔妮达·蓬秋善

## 制作
- 2024年7月21日，正式杀青。[4]